# Буераков, Анатолий Вадимович
Анатолий Вадимович Буераков — директор института «ВНИПИгаздобыча» (1967—1997), лауреат Государственной премии СССР (1982).

## Биография
Родился 11 сентября 1930 года в Саратове.
Окончил Саратовский нефтяной техникум (1950, техник-механик) и получил направление в Куйбышевский институт «Гипровостокнефть» Министерства нефтяной промышленности СССР.
В 1951 году переведён во вновь образованный филиал института в Саратове. Там и затем в созданном на её базе в 1956 году институте «Востокгипрогаз» Главгаза СССР, переименованном в 1971 г. во Всесоюзный научно-исследовательский и проектно-конструкторский институт по разработке газопромыслового оборудования и обустройству газоконденсатных месторождений («ВНИПИгаздобыча») работал до 2004 года в должностях от старшего техника до директора института (с 1997 г. советник генерального директора).
В 1961 г. окончил Всесоюзный заочный политехнический институт по специальности «Эксплуатация газопроводов и компрессорных станций» (инженер-механик).
С июля 1957 г. старший инженер промыслового отдела, с октября 1958 г. — главный инженер проектов. Руководил проектированием газопроводов к городам Поволжья, к Чимкенту, газомагистрали Саратов — Горький, газовых сетей Джаркакской группы газовых месторождений в Узбекистане, Газлинского месторождения, Уртубулакского газоконденсатного месторождения, газопровода Бухара — Урал.
Участвовал в проектировании Кзыл — Тумшукского месторождения и газопровода Кзыл-Тумшук — Сталинабад (Таджикистан), газопровода Джаркак — Бухара — Самарканд — Ташкент, газопроводов к городам Андижан, Коканд, Чирчик, Чимкент, был первым инженером проекта обустройства Шибирганской группы газовых месторождений в Республике Афганистан и газопроводов Шибирган — МазариШариф и Шибирган — СССР.
В 1964 г. за разработку проектов обустройства Газлинского месторождения и строительства газопровода Бухара — Урал награждён орденом «Знак Почёта», в 1965 году — нагрудным знаком «Отличник газовой промышленности».
В январе 1967 г. назначен директором института «Востокгипрогаз», в 1971 г. переименованного в институт «ВНИПИгаздобыча». С августа 1993 г. генеральный директор ЗАО «ВНИПИгаздобыча».
В период его руководства разрабатывались проекты обустройства газовых месторождений Вуктыльскоro в Республике Коми и Мессояхского за Полярным кругом в Красноярском крае, и предприятий по переработке добываемого на них газа, объекты газодобычи на северных месторождениях Тюменской области, в том числе Уренгойском нефтегазоконденсатном, подземные газовые хранилища в Ставропольском и Краснодарском крае, Башкирской ССР.
В 1976 г. удостоен премии Совета Министров СССР за разработку проекта и строительство комплекса подземных хранилищ газа в Саратовской области и награждён орденом Трудового Красного Знамени за участие в решении важных технологических вопросов, связанных с монтажом и наладкой на строительстве объектов промыслового хозяйства Газлинского месторождения и головных сооружений газопровода Бухара — Урал. За Мубарекский газовый комплекс получил в 1981 г. вторую премию Совета Министров СССР и был удостоен звания «Заслуженный работник нефтяной и газовой промышленности РСФСР».
Лауреат Государственной премии СССР в области науки и техники 1982 года — за разработку и внедрение научно-технических решений, обеспечивших ускоренное создание Шатлыкского газодобывающего комплекса в Туркменской ССР.
Почётный работник газовой промышленности (1990), Почётный работник топливно-энергетического комплекса, Заслуженный работник Минтопэнерго России.
В июне 1997 г. оставил пост руководителя, но до 2004 г. работал советником генерального директора.